# Ptychosperma cuneatum
Ptychosperma cuneatum är en enhjärtbladig växtart som först beskrevs av Karl Ewald Maximilian Burret, och fick sitt nu gällande namn av Karl Ewald Maximilian Burret. Ptychosperma cuneatum ingår i släktet Ptychosperma och familjen Arecaceae. Inga underarter finns listade i Catalogue of Life.